# A New Day Yesterday (vídeo)
A New Day Yesterday, também conhecido como Jethro Tull: A New Day Yesterday – 25th Anniversary Collection, 1969-1994, é um filme da banda de rock britânica Jethro Tull. Lançado em 2003, trata-se de uma versão em DVD remasterizado em estéreo do VHS 25th Anniversary Video.

## Canções apresentadas
- "Introduction / Living In The Past" (ao vivo) – Brussels, 1993
- "Nothing Is Easy" (ao vivo) – Festival da Ilha de Wight, 1970
- 25th Anniversary Reunion
- Teacher (ao vivo) TV francesa, 1970
- "The Witch’s Promise" (ao vivo) – Top Of The Pops, BBC, 1970
- "The Story Of The Hare Who Lost His Spectacles"
- "Minstrel In The Gallery" (ao vivo) – Paris, 1975
- "Aqualung" (ao vivo) – Sight & Sound, BBC, 1977
- Thick As A Brick Rehearsal/ Thick As... (ao vivo) – Madison Square Garden 1978
- "Songs From The Wood" (ao vivo) – Londres, 1980
- "Too Old To Rock N Roll..." – videoclipe, 1980
- "Kissing Willie" – videoclipe, 1989
- 25th Anniversary Tour Rehearsals / "My God"
- "Rocks On The Road" – videoclipe, 1991
- "A New Day Yesterday" (ao vivo) – videoclipe
- "Teacher" (ao vivo) – TV francesa, 1970
- "The Witch’s Promise" (ao vivo) – Top Of The Pops, BBC, 1970
- "The Story Of The Hare Who Lost His Spectacles" – turnê de Passion Play, 1973
- "Aqualung" (ao vivo) – Sight & Sound, BBC, 1977
- "Kissing Willie" – videoclipe, 1989
- "Rocks On The Road" – videoclipe, 1991
- "Living In The Past" (ao vivo) – Brussels, 1993